# Geografia de la República Democràtica del Congo
La República Democràtica del Congo es troba al centre d'Àfrica. Juntament amb Sudan i Algèria, és un dels tres estats més grans d'Àfrica, sobrepassa els dos milions de km².

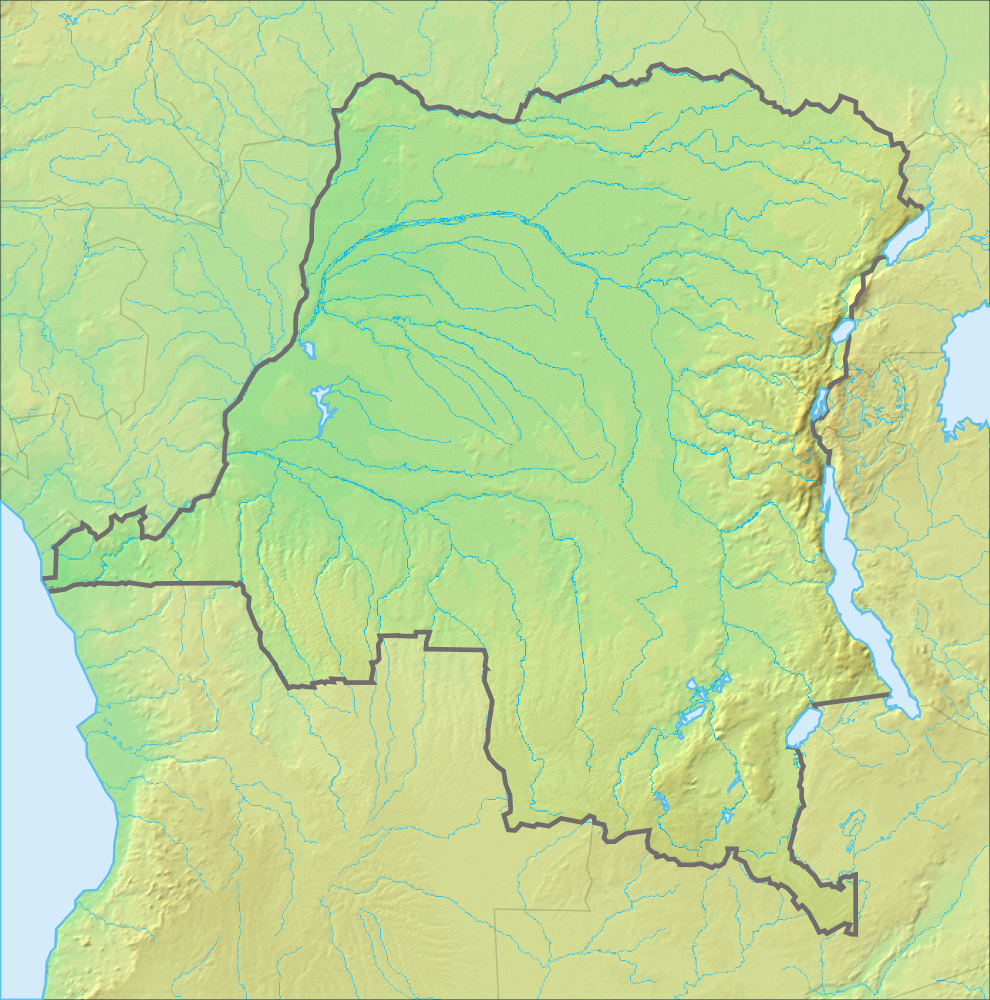

## Límits
La República Democràtica del Congo limita al nord amb la República Centreafricana, al nord-est amb el Sudan, a l'est amb Uganda, Rwanda, Burundi i Tanzània, al sud amb Zàmbia i Angola, i a l'oest amb la República del Congo i l'oceà Atlàntic. A la frontera costanera nord, la República Democràtica del Congo limita també amb Angola, i més concretament amb l'enclavament de Cabinda.

## Fronteres
La frontera amb la República del Congo, la forma el riu Congo quasi íntegrament, i la regió fronterera entre Matadi i l'oceà és totalment terrestre. La frontera amb l'estat d'Impfondo, en la República del Congo, l'estableix el riu Ubangui, que també serveix de frontera amb la República Centreafricana, igual que el seu afluent Bomu. El riu Ubangui és afluent del Congo. A la frontera amb Uganda es troben dos llacs importants, l'Albert i l'Eduard. A la frontera amb Rwanda, entre Bukavu i Goma, hi ha el bell llac Kivu. Més al sud, en part de la frontera amb Burundi, i al llarg de tota la frontera amb Tanzània, hi ha el llac Tanganyika, que s'estén a partir de la ciutat d'Uvira cap al sud. Aquests llacs formen, juntament amb el Victòria, on naix una branca del Nil, la que es coneix com la regió dels Grans Llacs d'Àfrica, de la qual se sospita que, igual que va ocórrer amb el canal de Moçambic, que s'obrí i originà la separació de Madagascar, d'ací a uns anys s'uniran els llacs per formar una obertura que separe l'est del continent (Moçambic, Tanzània, Ruanda, Burundi, Kenya…).

## Relleu

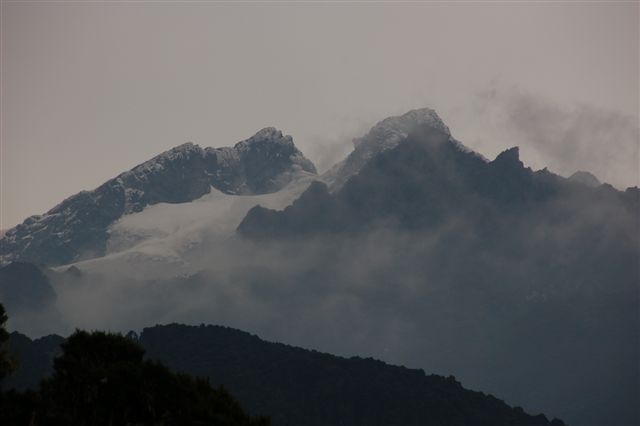
Muntanya Stanley, de 5.109 m, a la frontera entre la República Democràtica del Congo i Uganda

El relleu de RDC es caracteritza per una depressió central drenada pel riu Congo i els seus afluents. Aquesta immensa conca té una altitud mitjana de 400 m, i el punt més baix, a 340 m, és a la zona dels llacs Tumba i Mai-Ndombe. L'envolten una sèrie d'altiplans esglaonats de diferents alçades i grans muntanyes a la part més oriental. A l'oest, a la part més baixa, hi ha la serra de Mayombé, de poca altura que s'estén al llarg de la costa, des de la frontera d'Angola fins a Lambarené, a Gabon. Aquesta serralada erosionada, de gres i calcària, que sembla un altiplà d'una alçada mitjana de 600-700 m, culmina al Fongouti, a 930 m. El riu Congo travessa les muntanyes per un pas estret, amb una trentena de cascades i ràpids, i creua una plana costanera formada per l'estuari del Congo i les terres al·luvials, que formen un passadís d'uns 40 km fins a desembocar a la mar.

Mapa on apareix la ramificació de la falla Albertina, a l'esquerra, que marca la frontera oriental de la RDC

### Relleu fronterer
Seguint les agulles del rellotge, començant per la desembocadura del riu Congo, cap al nord-est, al llarg de la frontera de la RDC, primer trobem la frontera marcada pel riu amb la República del Congo, seguida per un dels seus afluents pel nord, l'Ubangui, que marcarà la frontera amb la República Centreafricana (a 360 m d'altitud) fins a deixar-la en un dels seus afluents, el Bomu. Aquesta conca ascendeix progressivament fins a la divisòria Congo-Nil, que marca la frontera amb Sudan del Sud pel nord-est, a uns 720 m a Ezo, i descendeix ja cap al sud seguint la frontera amb Uganda.

#### Frontera oriental, Sudan del Sud, Uganda, Rwanda, Burundi, Tanzània
Sudan del Sud està separat de la RDC per l'altiplà d'Ironstone, un ampli pla de 800-1.000 m i sòls laterítics que culmina a 1.700 m, i es travessa fàcilment, per la qual cosa es creu que degué ser la ruta d'expansió dels bantus.
Seguint cap al sud, a la frontera amb Uganda i en la mateixa divisòria d'aigües, es troben les muntanyes Blaves a l'oest del llac Albert, que culminen a la muntanya Abur, de 2.445 m i a la part occidental de la qual es troba el bosc d'Ituri.
A l'oest del llac Albert comença la falla Albertina, una branca occidental de la Gran Vall del Rift que marca la frontera de la República Democràtica del Congo fins a Zàmbia. El Rift s'inicia amb les muntanyes Rwenzori, una serralada amb els cims més alts de l'estat, entre aquests el mont Stanley o Margarida, de 5.109 m, i l'Emin, de 4.798 m, on fins i tot hi ha glaceres. A l'est d'aquest gran massís hi ha el Parc nacional dels Monts Rwenzori, les muntanyes de la Lluna, amb pics que voregen els 5.000 m a Uganda.
Seguint cap al sud, a la frontera entre Uganda i Rwanda, es troben les muntanyes Virunga, formades per vuit volcans que culminen al Karisimbi, de 4.507 m. Hi ha dos volcans encara actius, el Nyiragongo, de 3.470 m (erupció el 2002), i el Nyamuragira, de 3.058 m (erupció el 2014). Tota la zona és poc poblada a causa dels terratrèmols, els volcans, la selva, molt densa i plujosa en aquesta part, i les guerres. Al sud del volcà Nyiragongo hi ha la ciutat de Goma. Des d'ací, la frontera passa a la part oriental de les muntanyes, creua de nord a sud el llac Kivu enfront de Ruanda fins a Bukavu i després segueix la vall del riu Ruzizi, enfront de Burundi, i l'interior del llac Tanganyika, enfront de Tanzània, fins a arribar a Zàmbia, a l'extrem meridional, on gira cap a l'oest.
A l'oest de la zona que hi ha entre els llacs Kivu i Tanganika es troben les muntanyes Itombwe, una extensió de les Ruwenzori on les dues branques del Rift, oriental i occidental, es fonen. El cim més alt n'és la muntanya Mohi, de 3.475 m. Seguint la vora occidental del riu Ruzizi i el llac Tanganyika, que es troba a 770 m d'altitud, hi ha les muntanyes Mitumba, on destaquen la muntanya Kahuzi, de 3.308 m, i la Biéga, de 2.790 m, volcans extints. El vessant occidental, on es troba el bosc o selva d'Itombwe, descendeix suaument cap a la conca del Congo. Ací neix el riu Lualaba, que després s'anomenarà Congo. La meitat meridional de la serralada no supera els 1.900 m. La seua continuïtat enfront del llac són les muntanyes Muganja, que arriben als 2.000 m, i les Marungu, amb una alçada màxima de 2.400 m.

#### Frontera meridional, Zàmbia, Angola
En arribar a Zàmbia, a la part meridional del llac Tanganyika, la frontera gira bruscament cap a l'oest, fins al llac Mweru, a 990 m, separat de la conca del Congo per l'ampli altiplà del nord de Katanga: les muntanyes Kundelungu, que tenen altituds entre 1.200 i 1.700 m, sobre el llac, i més al nord i a l'oest, les muntanyes Kibara, amb un cim de 1.850 m, separades de les Mitumba, a l'est, pel riu Lufira. En aquesta zona hi ha dos parcs: el Parc nacional Upemba, a les muntanyes Kibara, al nord, i el de Kundelungu, vorejat pel sud pel riu Luapula, que uneix el llac Mweru amb el llac Bangweulu, seguint la frontera de la RDC amb Zàmbia. El llac Mweru desguassa pel nord al riu Luvua, que voreja les muntanyes Kundelungu i Kibara per unir-se al riu Lualaba, que serà el Congo després de les cascades Boyoma.
A l'oest del llac Mweru, a la província d'Alt Katanga, que s'interna a Zàmbia amb una prolongació cap al sud, hi ha l'altiplà de Katanga, amb una mitjana de 1.200 m d'altitud, una zona rica en coure i urani. La ciutat de Sakania, a l'extrem sud, al costat de les mines de coure frontereres, és a 1.278 m d'alçada. La ciutat de Kambove, al nord-oest de Katanga, amb mines de coure i cobalt, és a 1.450 m d'alçada. En aquest altiplà naix el riu Lufira, que després anomenaran Lualaba. Les muntanyes segueixen cap a l'oest perfilant la frontera de Zàmbia i baixen en la d'Angola perfilada pel riu Kasai, que flueix de sud a nord a la província de Lualaba, procedent d'Angola. La frontera amb Angola, la marquen diversos rius que circulen de sud a nord: el riu Kwango, al centre, el Cuilo o Kwilu, al centre-est, i el Kasai, a l'est, separats per serres que formen la frontera septentrional d'Angola i meridional de la RDC. A l'oest del riu Cuango, la frontera es dirigeix en línia recta cap a l'oest, fins a la costa.

## Geologia

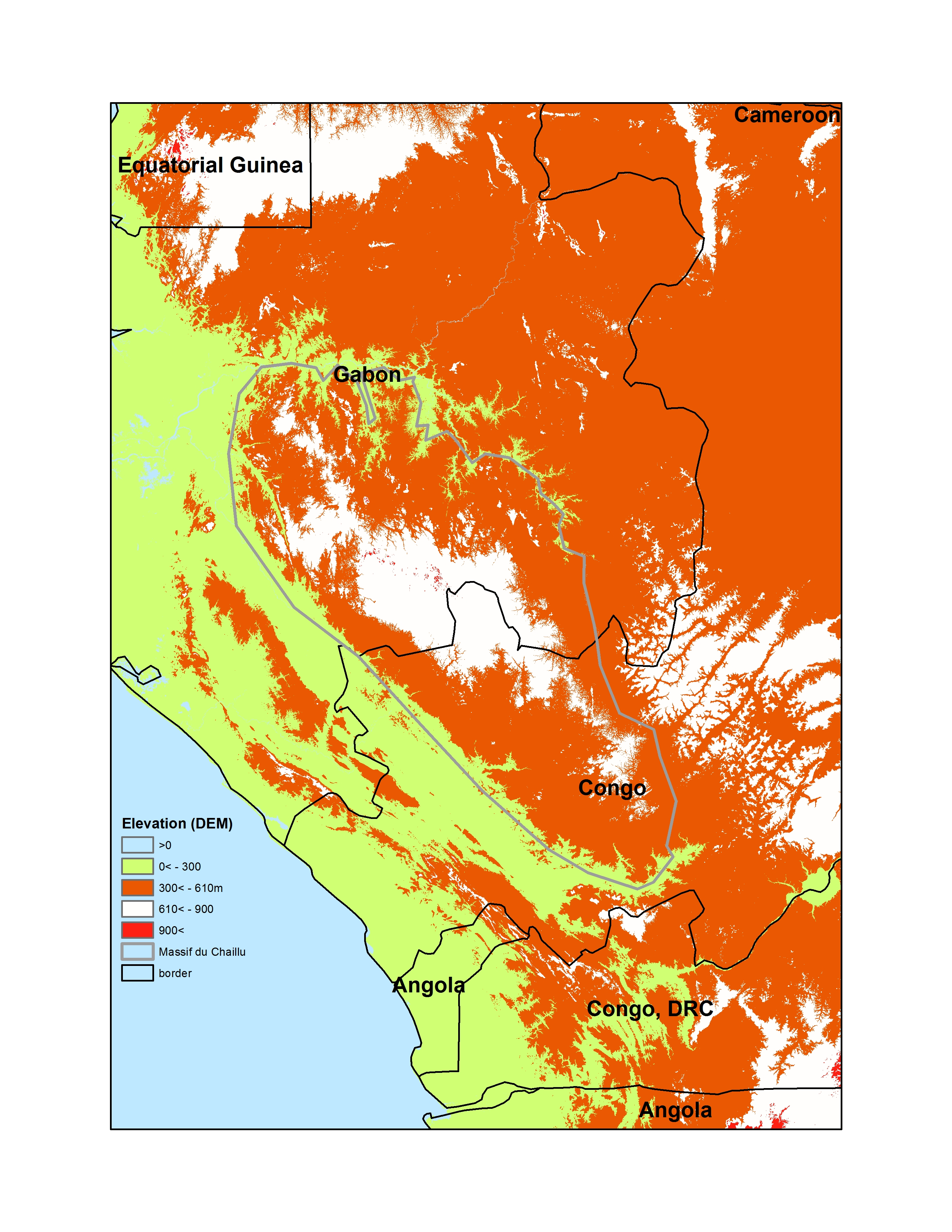
Monts Chaillu, entre Gabon i la República del Congo, circumdats per una línia grisa

Geològicament, la RDC és molt antiga, de milers de milions d'anys en la major part de les roques. L'estat abasta el crató del Congo, una secció estable de l'antiga escorça continental, deformada per alguns sistemes muntanyencs produïts per diverses orogènesis, sedimentació, vulcanisme i efectes geològics recents causats per la Gran falla del Rift, a l'est. Aquest passat tectònicament complicat hi ha creat grans dipòsits d'or, diamants, coltan i altres valuosos minerals.
Els sòls arcaics del crató del Congo apareixen a la província de Kasai, com a part de l'escut angolés, a la conca de l'oest del Congo i com a granit i cinturó de roques verdes en les veïnes República Centreafricana, Uganda i Sudan del Sud.
A Kasai, el substrat metamòrfic de l'escut angolés apareix a 4 graus de latitud sud amb roques de migmatita i gneis de 541 milions d'anys del fanerozoic. Les roques més antigues de la RDC (i d'Angola) són els gneis granodiorítics de l'escut paleoàrtic de Lunda Kasai, a l'Alt Luanyi, que contenen pegmatites metamorfosejades en anfibolita de fàcies metamòrfica de 3.400 milions d'anys.
El cinturó de l'oest del Congo es formà durant l'orogènia panafricana que originà les muntanyes Chaillu entre Gabon i la República del Congo, amb diversos tipus de granit, de 2.700 milions d'anys.
El crató del Congo o de Kasai ocupa tota la part central del país. La roca només emergeix al nord-est i a l'est, on són comuns el gneis i el granit com a part del cinturó de roques verdes, que són basalts i roques sedimentàries metamòrfiques en què apareix el color verd, com la clorita, epidiorita i altres anfíbols, entre 2.600 i 2.800 milions d'anys. A la part més oriental es troba el crató de Tanzània. En aquesta part oriental hi ha les reserves de coltan compartides amb Rwanda i Burundi.
Al sud-est, l'arc o cinturó lufilià separa el crató del Congo del crató del Kalahari, al sud. El cinturó lufilià, que s'estén entre Angola, la província de Katanga, el sud-est de la RDC i el nord-oest de Zàmbia, de 800 km, es formà durant l'orogènia panafricana i és de gran importància pels seus dipòsits de coure i cobalt. El cinturó del coure de Katanga i Zàmbia dins de l'arc lufilià conté més de la meitat de les reserves de cobalt del món i el 12% de les reserves de coure, uns 4,8 milions de tones de cobalt, de les quals 3,1 milions es troben a la RDC.
La conca central del Congo és coberta dels sediments del riu durant el cretaci inferior i el juràsic superior, formant les sèries de Kamina, Lualaba i Kwanga, aquesta última del cretaci superior.
Després d'un llarg període de calma, en el Cenozoic superior comença el vulcanisme en la branca occidental del Rift d'Àfrica Oriental, alhora que comencen les erupcions al Rift de Kenya. Els basalts més antics de les muntanyes Virunga tenen 14 milions d'anys.
L'estructura en anell Wembo-Nyama a Omeonga és una depressió de forma circular de 30 km de diàmetre que podria ser un cràter d'impacte causat per un meteorit.

## Hidrografia

### Elriu Congo

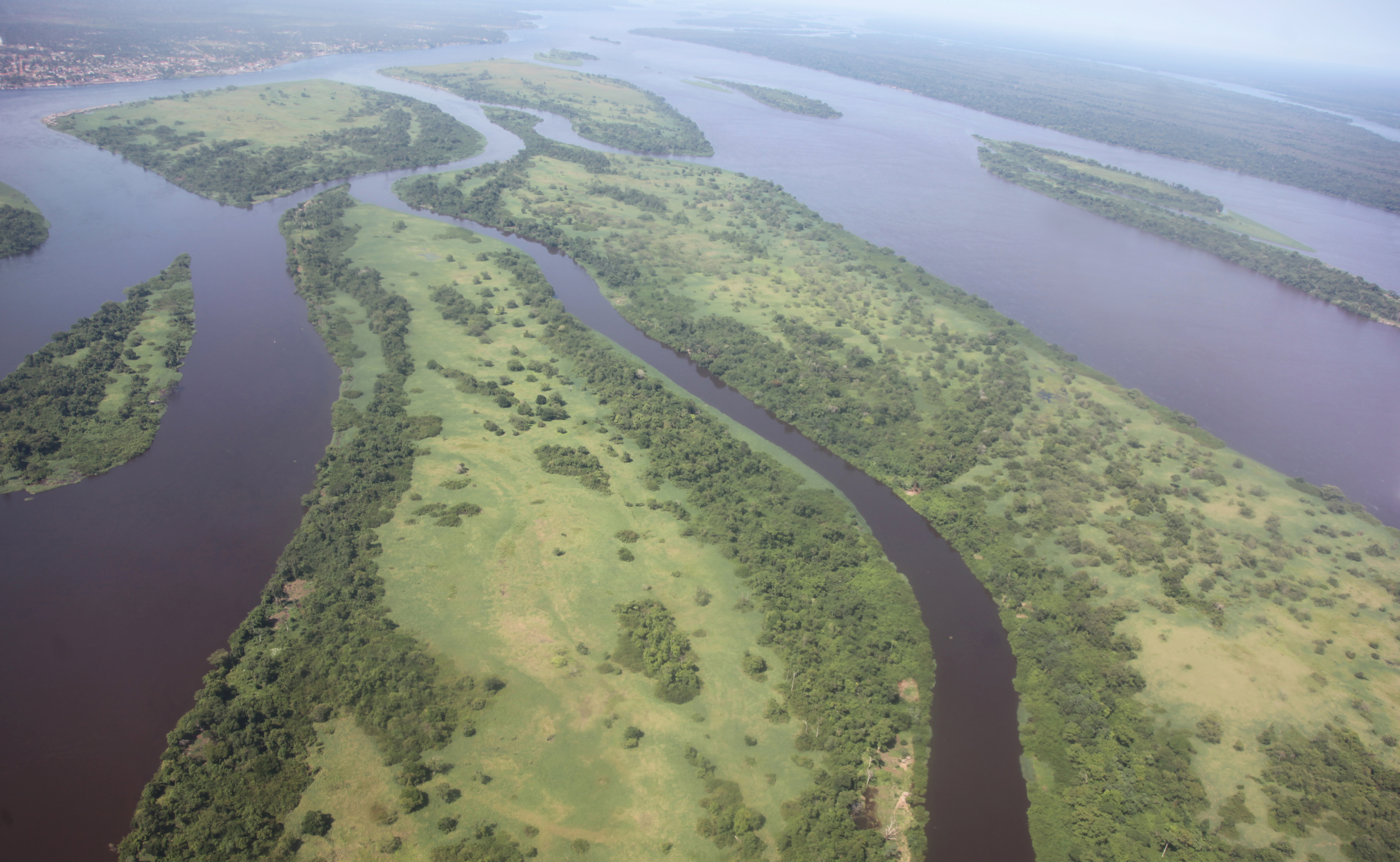
Vista aèria del riu Congo prop de Kisangani

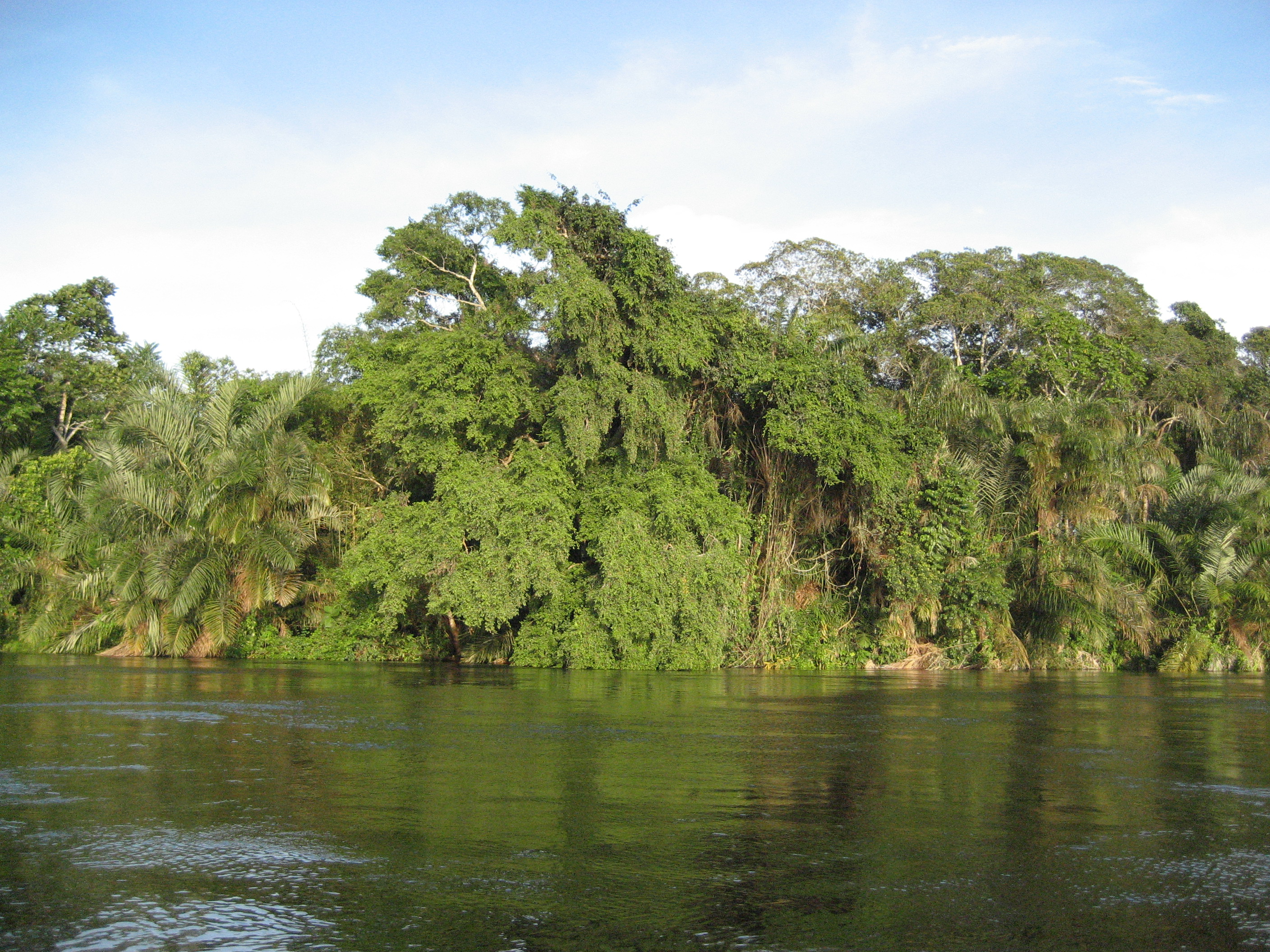
Riu Alima, afluent del Congo

El riu Congo determina tota la geografia de l'estat, doncs forma un arc que el recorre per complet, entre les muntanyes del Rift africà i l'oceà Atlàntic. Té una longitud de 4.700 km, la segona d'Àfrica, després del Nil, una conca de 3,8 milions de km² i un cabal de 50.000 m3/seg, el segon del món després de l'Amazones. Per la seua posició a cavall de l'equador i el repartiment quasi homogeni dels seus afluents a banda i banda, és un dels grans rius de cabal més regular del món, que pot oscil·lar d'1 a 3, mentre que el de l'Amazones varia d'1 a 200. El riu Congo té una importància econòmica considerable, com a via de comunicació, amb una xarxa amb els seus afluents de 14.166 km navegables, i com a font d'electricitat, tot i que encara està poc aprofitada.
Donada l'extensió del territori, és molt divers. La República Democràtica del Congo té una petita eixida a lal mar, tot i no tenir-hi ports importants. El principal port és a Matadi, al riu Congo, que és navegable en el seu tram final, si bé els vaixells no poden remuntar-lo fins a Kinshasa, la capital, perquè entre aquesta i Matadi hi ha unes cascades insalvables per als vaixells, les Livingstone. El riu Congo serveix, juntament amb un afluent seu, de frontera amb la República del Congo i amb la República Centreafricana. A més, al tram final serveix de frontera amb Angola. Kinshasa, la capital, és també la ciutat més important, amb més de dos milions d'habitants. És a la vora del Congo, just enfront de la capital de la República del Congo, Brazzaville. La capital és a la zona oest.
El Congo naix al sud de Katanga, al poble de Musofi, a una altitud de 1.435 m i es diu Luabala fins a Kisangani. Desemboca a la mar per un ampli estuari i el seu cabal és tan gran que les aigües se'n reconeixen fins a 45 km en ple oceà.

### Llacs i embassaments

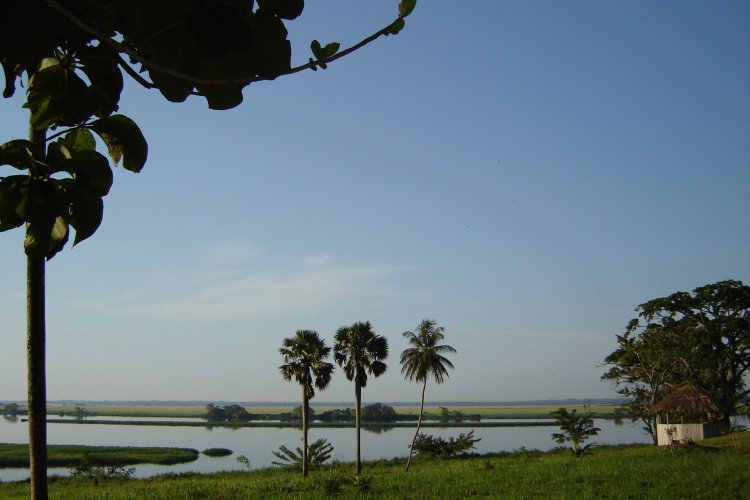
Ribes del llac Mai-Ndombe

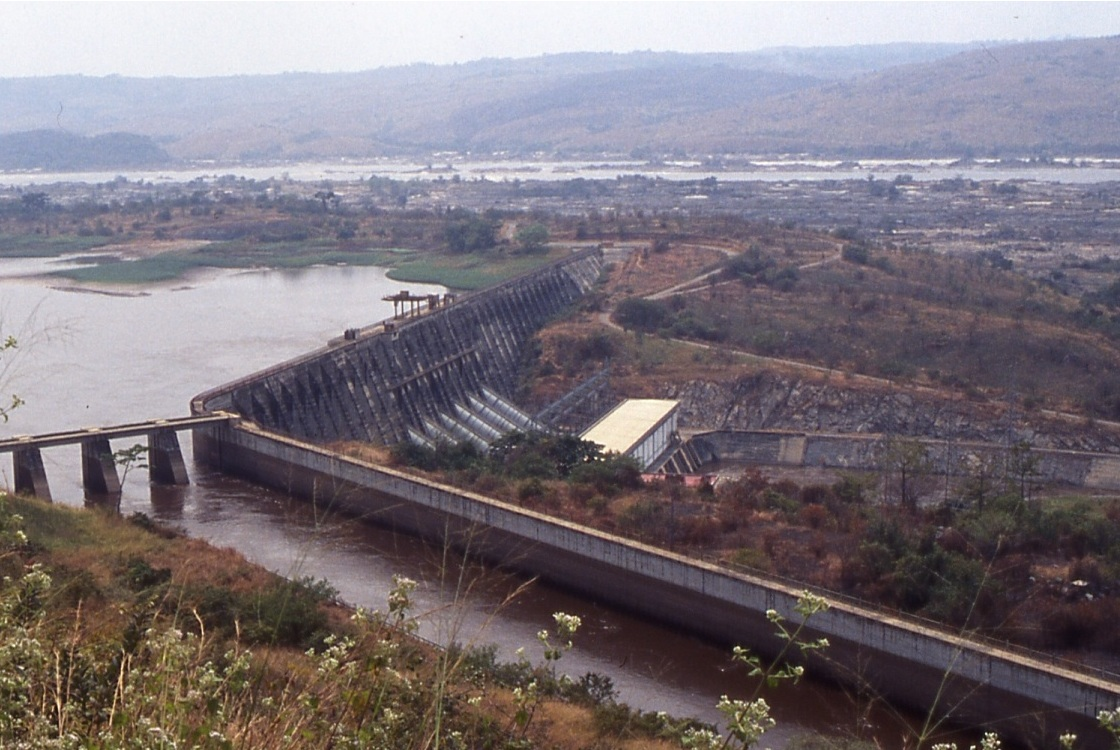
Presa d'Inga I, i en primer pla, el canal que alimenta Inga II

Hi ha nombrosos llacs a la República Democràtica del Congo i poca informació sobre les seues característiques. La majoria tenen origen tectònic. És el cas dels llacs Tanganyika, Eduard, Upemba i Mweru, que ocupen el fons de fosses tectòniques. El llac Albert escapa a la norma, doncs ja existia en el miocé inferior, i els altres s'han desenvolupat en el quaternari. El llac Mwru sembla en una ramificació del Rift d'Àfrica Oriental.
La forma dels llacs és pròpia del seu origen tectònic: forma allargada en una depressió envoltada de cingles, ribes poc retallades, absència d'illes, gran profunditat. L'excepció n'és l'Upemba, exemple de conca pantanosa amb una fondària que oscil·la entre 0,50 i 3,25 m.
Més enllà dels llacs tectònics hi ha una altra sèrie de llacs de conca, entre els quals destaquen el llac Mai-Ndombe, Tumba, Fwa i altres. Se'ls considera vestigi d'un llac més important, que hauria ocupat una part de la conca durant un curt període de la història del riu Congo. Són poc profunds, de 4 o 5 m i tenen les ribes pantanoses.
Està en marxa un procés de creació d'importants pantans. Destaquen les preses d'Inga a la província del Baix Congo, prop de la ciutat de Matadi. Inga I entrà en servei el 1972, amb 352 MW, Inga II ho feu al 1982, amb 1,424 MW. Estan en marxa els projectes Inga III i Inga IV.

## Clima

Zones climàtiques segons la classificació de Köppen

Pluviositat per regions i principals corrents d'aigua i llacs

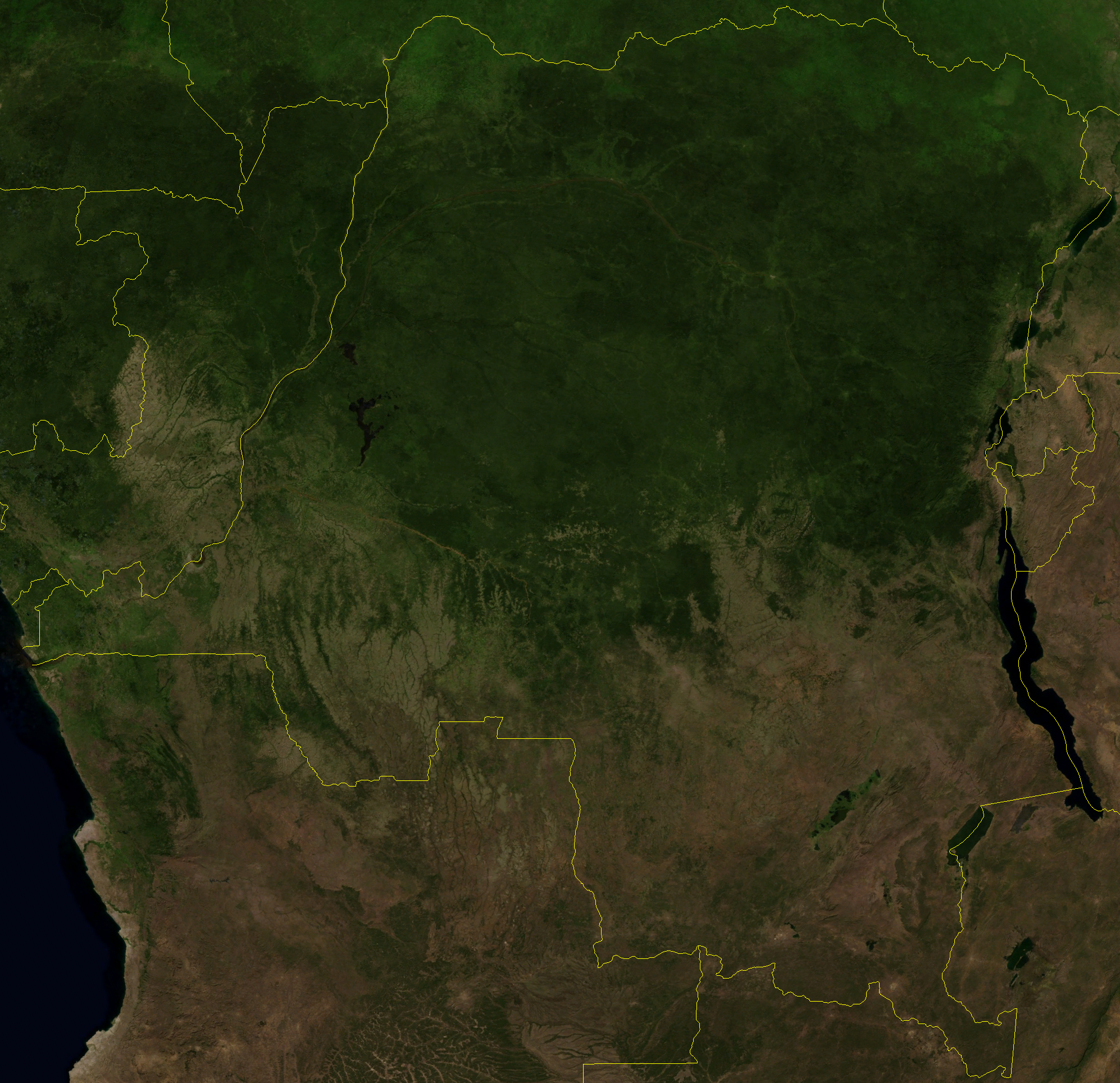
Vista de satèl·lit de la selva del Congo. Al sud i sud-est, més secs i desboscats, la selva és substituïda per la sabana

Un terç de la República Democràtica de Congo es troba al nord de l'equador terrestre (5º N) i dos terços al sud (13º S). El clima és càlid i humit a la conca del riu, i fresc i sec a les terres altes del sud, amb una zona freda, de clima alpí, a les muntanyes Rwenzori. La mitjana de pluja n'és de 1.070 mm.
Tot i que, en general, l'estat gaudeix de temperatures elevades, té una gran varietat de climes i paisatges, determinats per la influència de l'Atlàntic, a l'oest, i pels vents alisis de l'Índic, la convecció pròpia de la zona equatorial i de les muntanyes a l'est.
A la zona de l'equador, la temperatura no baixa normalment de 20 °C. A la perifèria, en canvi, les nits són fredes. Al nord-est i sud-est, zones d'altiplans i muntanyes, l'altitud modifica el clima. La temperatura té una mitjana de 25 °C a la conca del Congo, 26 °C a la costa, 18 °C a 20 °C a una alçada de 1.500 m, 16 °C a 17 °C a 2.000 m, 11 °C a 3.000 m i 6 °C a 4.000 m.
Les pluges, constants a l'equador (a Kisangani cauen 1.890 mm de mitjana en 141 dies a l'any, amb màximes al març-maig i octubre-novembre, al pas del sol), es distribueixen progressivament segons dues estacions a mesura que ens n'allunyem a banda i banda. Al nord, l'estació de les pluges dura de març a la fi d'octubre; l'estació seca dura de novembre a principis de març (a Gemena cauen 1.650 mm en 136 dies amb un període més sec al desembre i gener). Al sud de l'equador, el ritme de les estacions és exactament contrari (a Kinshasa cauen 1.387 mm en 106 dies amb un període sec entre maig i setembre). A les regions muntanyenques de l'est, les dues estacions seques duren menys d'un mes, al gener i al juliol (a Goma cauen 1.265 mm en 190 dies). Al sud i sud-est de Katanga, l'estació de les pluges comença a mitjan octubre i s'allarga fins a mitjan maig (a Lubumbashi cauen 1.240 mm en 124 dies amb una estació molt seca entre maig i setembre). Al nord de Katanga i sud de Kasaï, les pluges comencen a principis d'octubre i acaben a la fi d'abril, amb una petita estació seca al gener (a Kalemie cauen 1.090 mm, amb un període molt sec entre juny i setembre). Els tres climes dominants hi són equatorial, tropical i de muntanya.
A la zona més seca de la costa, el corrent de Benguela impedeix la formació de núvols i afavoreix la creació de núvols baixos. A Banana cauen 780 mm en 58 dies amb una estació molt seca entre maig i octubre.
El bosc cobreix el 67% del territori; dels 155 milions d'hectàrees, 99 milions són de bosc humit. La desforestació, relativament moderada, és extensa als voltants de Kinshasa i altres grans ciutats. L'agricultura depén de l'existència de boscs i la lluita contra el canvi climàtic passa per conservar-los.
Als darrers anys s'ha observat certa degradació de la selva de la República Democràtica del Congo per una disminució de pluges i un ascens de les temperatures. D'altra banda, la influència de la selva del Congo en el clima de la zona i de tot el món és indubtable.

## Dispersió de la població
La República Democràtica del Congo es caracteritza per la dispersió de la seua població, perquè malgrat sobrepassar els dos milions de km² només té al voltant de cinquanta milions d'habitants.

## Vegetació

Zones per tipus de vegetació

Al nord, a la zona entre el Congo i la República Centreafricana, hi ha la segona selva més gran del món, que adquireix la màxima impenetrabilidad a la rodalia de Mbandaka, sobretot a l'alçada del Parc nacional de la Salonga (nord i sud), i de la ciutat de Kiri. Una altra ciutat important del nord és Kisangani, la més gran del nord.
El Fons Mundial per la Natura divideix el territori de la R. D. del Congo entre setze ecoregions:
- Mosaic de selva i sabana del nord del Congo, al nord.
- Sabana sudanesa oriental, a l'extrem nord-est.
- Selva costanera equatorial atlàntica, a l'extrem oest.
- Manglar d'Àfrica central, a les boques del Congo.
- Selva de terres baixes del Congo nord-oriental, al nord-est de la conca del Congo.
- Selva pantanosa del Congo occidental, a la riba occidental del Congo.
- Selva pantanosa del Congo oriental, a la riba oriental del Congo.
- Selva de terres baixes del Congo central, al centre de la conca del Congo.
- Mosaic de selva i sabana del Congo occidental, a l'oest.
- Mosaic de selva i sabana del Congo meridional, al sud de la conca del Congo.
- Selva montana de la falla Albertina i erm de les muntanyes Ruwenzori i Virunga, a les muntanyes de l'est.
- Mosaic de selva i sabana de la conca del llac Victòria, a la frontera amb Uganda.
- Boscs de miombo d'Angola, al sud-oest.
- Boscs de miombo del Zambeze central, al sud-est.
- Matollar d'Itigi i Sumbu, en un petit enclavament junt al llac Tanganyika, a la frontera amb Zàmbia.
- Prada inundada del Zambeze, en un petit enclavament del sud-est, a la frontera amb Zàmbia.

## Zones mineres
Al centre hi ha les ciutats de Kananga i Mbuji Mayi, que són importants centres miners.
Totes les zones de l'interior, les que des de l'est de Kinshasa s'estenen pel centre i el nord de l'estat, es troben en la coneguda Depressió del Congo, a baixa altura.

## Àrees protegides de la República Democràtica del Congo

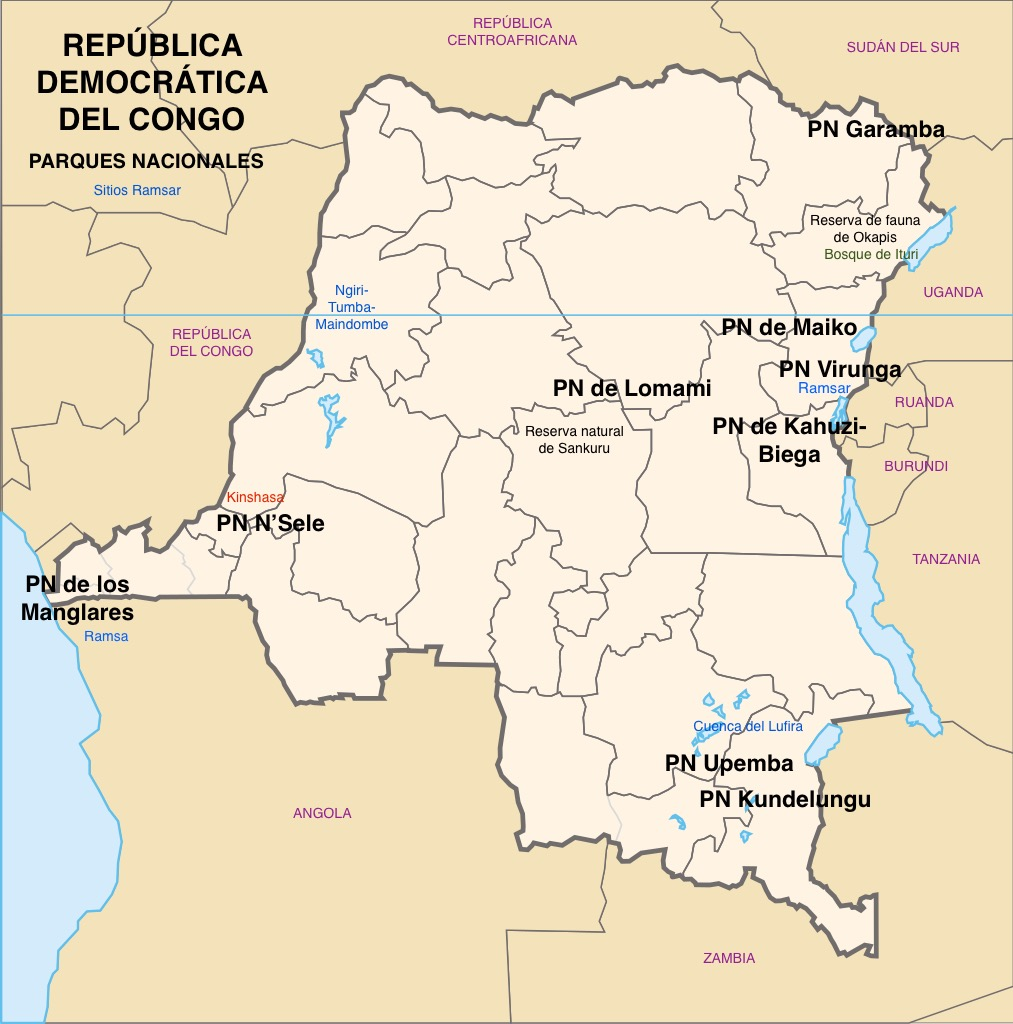
Parcs nacionals de la República Democràtica del Congo

En la RDC hi ha una superfície protegida d'uns 324.290 km², prop del 14% del territori, 2.344.858 km². Entre les àrees protegides hi ha 10 parcs nacionals, 10 àrees de caça, 10 reserves naturals, 2 reserves de vida salvatge 1 bosc comunitari, 1 reserva natural de primats, 3 reserves de la biosfera, 1 reserva natural integral, 1 reserva científica i 2 àrees no denominades. Hi ha 3 reserves de la biosfera per la Unesco, 5 llocs patrimoni de la humanitat i 4 llocs Ramsar.
- Parc nacional dels Virunga, 7.800 km², patrimoni de la Humanitat.
- Parc nacional del Salonga, 36.000 km², patrimoni de la Humanitat.
- Parc nacional dels Manglars, 768 km², lloc Ramsar.
- Parc nacional de Maiko, 10.885 km².
- Parc nacional Lomami, 8.879 km².
- Parc nacional de Kundelungu, 7.600 km².
- Parc nacional de Kahuzi-Biega, 6.000 km², patrimoni de la Humanitat.
- Parc nacional del Garamba, 4.920 km², patrimoni de la Humanitat.
- Parc nacional d'Upemba, 13.674 km².
- Parc nacional N'Sele, 34,38 km².

La Reserva de fauna dels Ocapis és el cinqué lloc Patrimoni de la Humanitat. Té 14.000 km², es troba al nord-est; ocupa una cinquena part del bosc d'Ituri i està afectada per la violència de les milícies Mai-Mai, per la qual cosa es considera zona amenaçada.

## Ètnies de la RDC

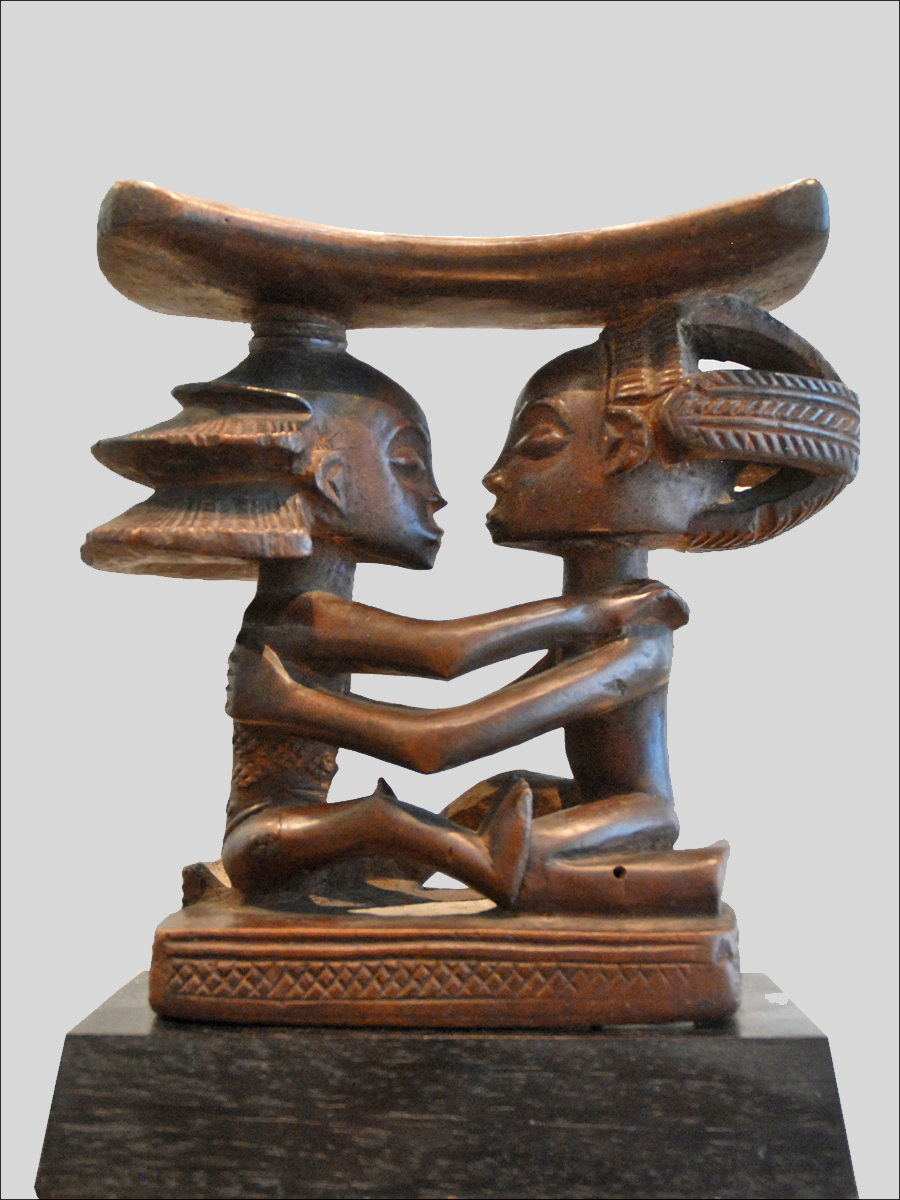
Reposacaps dels luba, a la RDC

A la RDC s'han identificat més de 200 grups ètnics, dels quals la majoria pertanyen al poble bantu, format per més de 400 grups ètnics dispersos pel centre d'Àfrica, des de Camerun i Somàlia pel nord fins al sud del continent. Així mateix, es parlen més de 200 llengües. Els grups bantu més important són els kongo, els luba i els mongo, dels quals se suposa que hi ha més de 10 milions en cada cas. El cens de població de la RDC és molt limitat i el nombre de membres de cada ètnia es calcula amb un marge molt ampli.

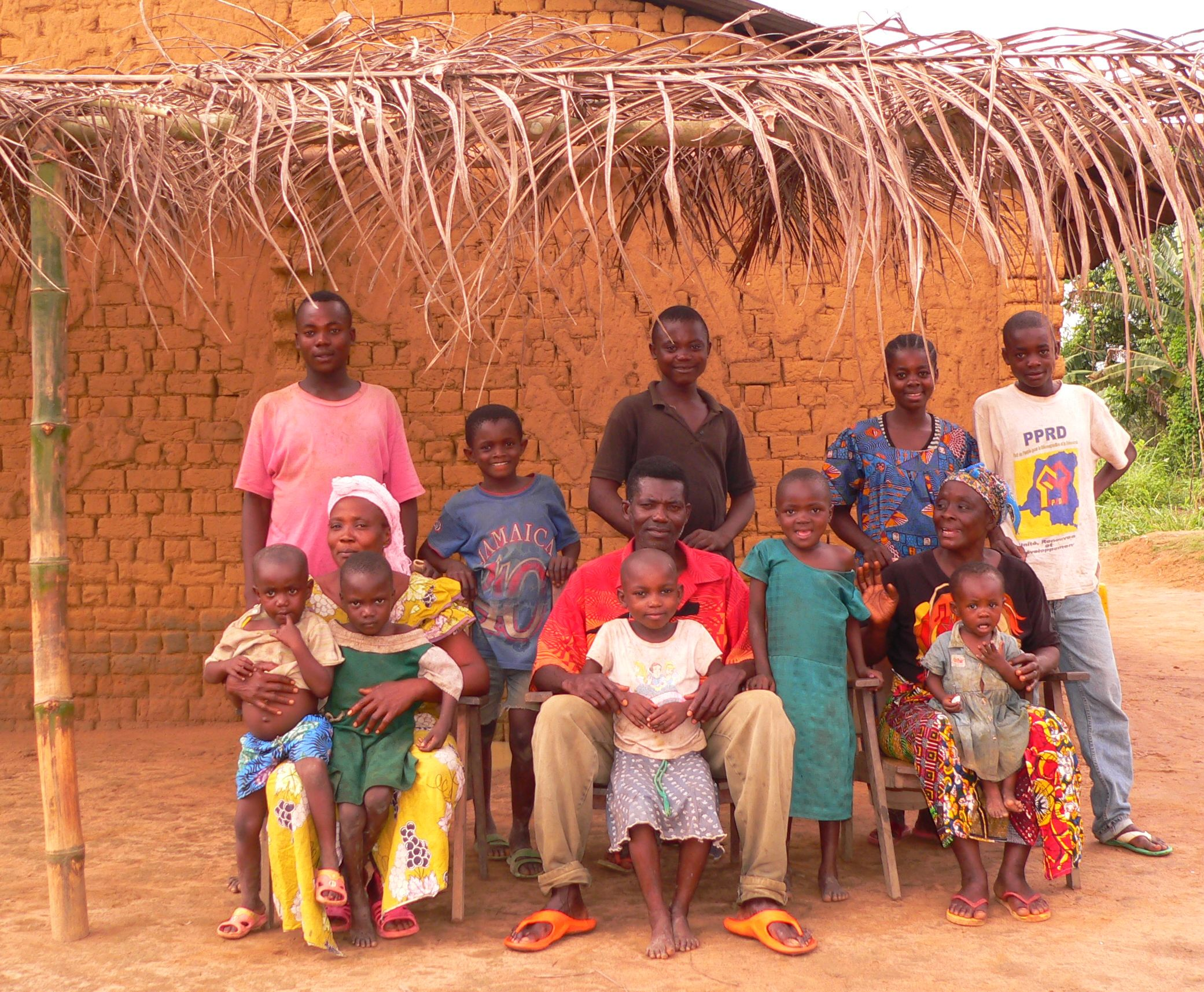
Família mongo a la província d'Equador, a la RDC

### Ètnies més importants

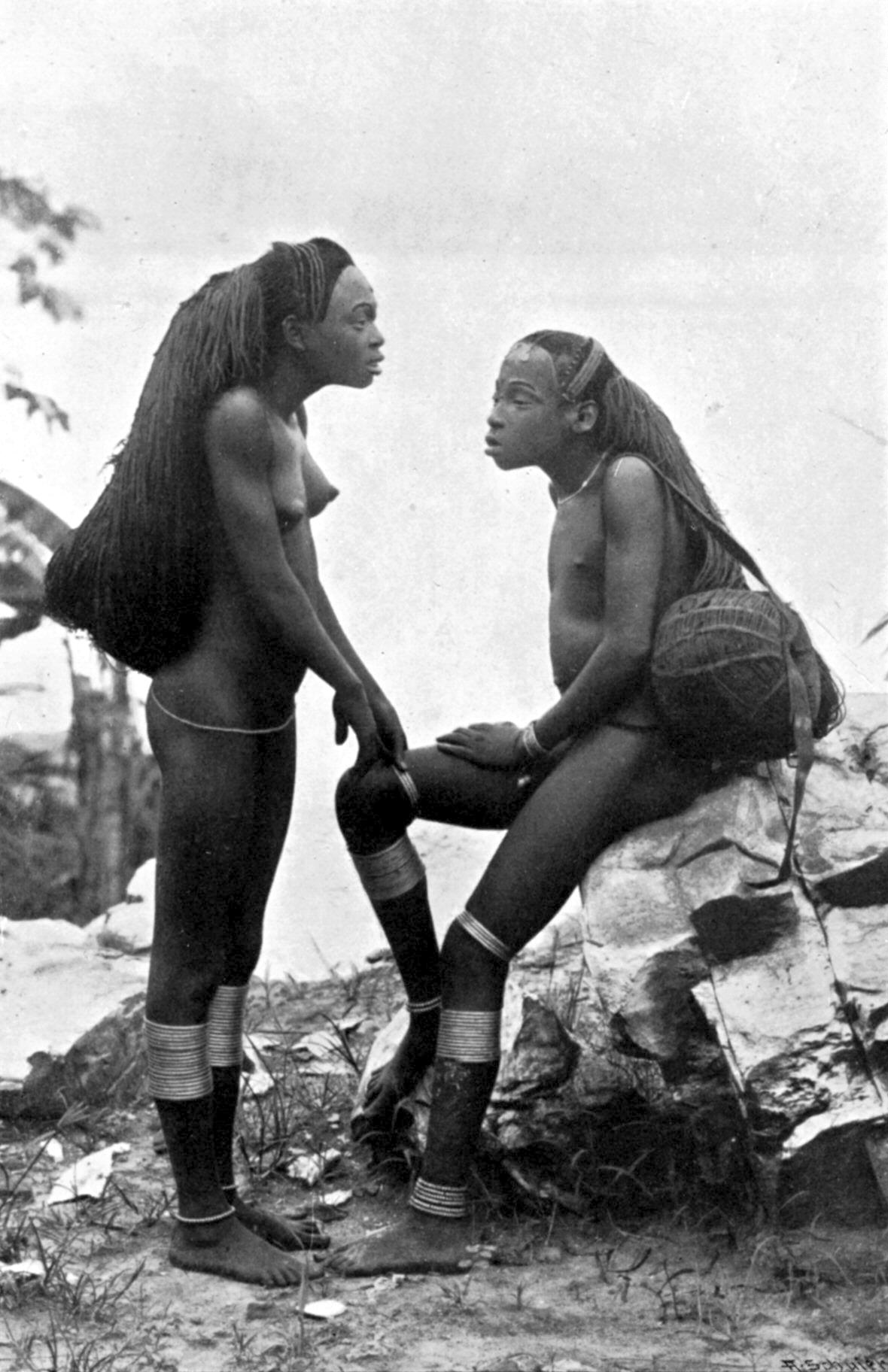
Xiques ngbandi fotografiades el 1905 a Banzyville, al nord de la RDC

- Bantu. Els més importants són els kongo, els luba i els mongo, però hi ha moltes altres ètnies en aquest grup, entre altres l'ambala, ambuun, angba, babindi, baboma, baholo, balunda, bangala, bango, batsamba, bazombe, bemba, bembe, bira, bowa, dikidiki, dzing, fuliru, havu, hema, hima, hunde, hutu, iboko, kanioka, kaonde, kuba, kumu, kwango, lengola, lokele, lupu, lwalwa, mbala, mbole, mbuza (budja), nande, ngoli, bangoli, ngombe, nkumu, nyanga, pende, popoi, poto, sango, shi, songo, sukus, tabwa, tchokwé, téké, tembo, tetela, topoke, tutsi, ungana, vira, wakuti, yaka, yakoma, yanzi, yeke, yela, etc.
  - Kongo. Més de 10 milions, concentrats al sud-oest de Pool Malebo i a l'oest del riu Kongo, a la República Democràtica del Congo; a Punta Negra, a la República del Congo, i al nord de Luanda, a Angola.
  - Luba. Més de 10 milions. Viuen a les províncies de Katanga, Kasaï i Maniema, al centre i sud de la RDC.
    - Hemba. Uns 90.000. Viuen al sud de Kasaï i al nord-est de Zàmbia.[15]
    - Lulua. Uns 9,5 milions, assentats a la vall del riu Lulua, a la província de Kasaï Occidental. Relacionats amb els chokwe i els songye.

  - Mongo. Més de 10 milions. Parlen l'idioma mongo, una llengua bantu. La majoria són cristians. Viuen al nord, a l'entorn dels rius Kasai i Sankuru, al sud del riu Congo. Inclouen nombrosos grups ètnics, com ara: bokote, ekonda o konda, bolia, sengele, ntomba, ndengese, songomeno, mbole, bongandu, boyela, nkutu i tetela-kusu. Conreen plàtans, mandioca i recullen productes silvestres, cacen i pesquen.[16]
    - Konda, uns 2,7 milions.

  - Chokwe o kioko: uns 1,13 milions. Repartits entre RDC, Angola i Zàmbia sumen uns 2,95 milions.
  - Lingala. Prop de 4 milions en la RDC, tot i que hi ha uns 15 milions de parlants nadius de lingala concentrats a Kinshasa, Brazzaville i el nord de la RDC, i uns 70 milions de membres del grup lingala dels idiomes bantus.
- Azande. Uns 1,8 milions. Cristians en la seua majoria, amb un 30% d'evangèlics. Parlen l'idioma zande. Repartits pel nord-est de la RDC, Sudan del Sud i la República Centreafricana. Viuen en cases de tova amb sostre de palla, amb un pati i un hort on poden conrear pinyes, mangos, taronges, plàtans i canya de sucre, així com dacsa, arròs, sèsam, mandioca i moniatos.

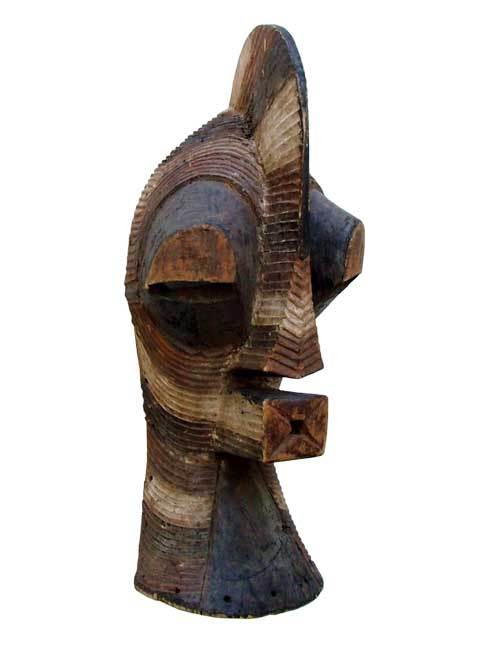
Màscara masculina kifwebe de la tribu songye

- Alur. Uns 1,15 milions, nilòtics. Al nord-oest d'Uganda i el nord-est del la RDC.
- Lega o shabunda rega. Sobre 1,1 milions. Viuen a l'est del Congo, a les zones més humides.
- Lendu o baledha. Sobre 1,4 milions. Viuen a l'est de la RDC, al nord-oest del llac Albert, a la zona d'Ituri, a la Província Oriental. Parlen lendu, una llengua sudanesa.
- Songye. Més de 2 milions, a la Província Oriental, a la vall del riu Lualaba, tot i que els censos són molt variables.[17][18]
- Mangbetu o amangbetu. Sobre 1,6 milions. Viuen a la Província Oriental. Parlen mangbetu, una llengua sudanesa.[19]
- Mbaka. Uns 1,7 milions, tot i que el cens de 1999 en donava uns 300.000. Viuen al nord-oest.
- Ngbandi. Uns 400.000. Mobutu Sese Seko pertanyia a aquest grup. És un poble sudanés.
- Logo. Més de 400.000. Al nord-est, a la província d'Alt Uele.
- Lugbara. Més de 500.000. A la zona occidental del Nil, al nord-oest d'Uganda i en la RDC, a la província Oriental. Parlen lugbara.
- Pobles pigmeus de la RDC. Podrien haver-hi uns 600.000 pigmeus als boscs de la RDC.
  - Mbuti o bambuti. De 30.000 a 40.000. Boscs del nord-est de la RDC, al bosc d'Ituri. Caçadors recol·lectors.[20]
  - Twa són un poble que viuen repartits per diversos estats, barrejats amb les poblacions agrícoles bantus, al Congo, Uganda, Angola, Namíbia, Zàmbia i Botswana.
  - Baka. Viuen sobretot a Camerun, República Centreafricana i Gabon.